# Сергій Ковбасюк
Ковбасюк Сергій — фотограф Києва. Працює в жанрах: портрет, мистецька фотографія, мистецьке ню.

## Біографія
Український фотограф Сергій Ковбасюк народився в Києві 21 травня 1985 року. У дитинстві, сповнений творчої енергії, він відкрив для себе світ образотворчого мистецтва, музики та хореографії. 
Для подальшого розвитку Сергій обрав фотографію, в якій виражає себе й досі.
Учасник різних виставок (як в Україні, так і в інших країнах), фотограф-гість телевізійних проектів (Топ-модель по-українськи 4-5 сезони, модель XL), має публікації у глянцевих журналах L'Officiel, Vogue та інші.
Спеціалізується на жанрі портрет та мистецької фотографії. У своїх роботах, автор візуального мистецтва Сергій Ковбасюк, намагається познайомити глядача зі світом одкровень. 
Роботи митця про просте і складне, про поверхневе і глибинне, про грані і тонкі межі природи та світобачення, про політ душі, який інколи важко переказати словами і неможливо забути саме відчуття. 

### Фотопроєкт «Чисте мистецтво»
Представлений у грудні 2021 на фотовиставці «From Ukraine with Love» у Києві в «Art underground pass Khreschatyk street».
Процес, під час якого ти повністю віддаєшся своїм почуттям, підсвідомості, прислухаючись до внутрішнього голосу та думок, коли енергія проходить крізь тебе, має відображення у вигляді довільного творіння. Мистецтво у всьому, що натхненно створюється і проживається.

### Фотокнига «Personal Meditation»
Абстрактне вираження форми, відносини з містом та людиною, оголеність душі та пластичність сприйняття — все це процес особистої медитації, яка дає можливість зазирнути за межі матеріального і пірнути у глибини до істини, коли побачене стає одкровенням і приймає форму візуального мистецтва. Фотокнига «Особиста медитація» — це початок знайомства зі світом одкровень Сергія Ковбасюка, автора візуального мистецтва та фотографа.

## Виставки
- 2018 Бангкок (Таїланд) “The QUEEN`S GALLERY” художня виставка, присвячена українській культурі під назвою “Інша Україна”
- 2021 Київ, Україна, арт виставка “З Україною в серці”
- 2021 Київ, Україна, сучасне мистецтво Forsa gallery
- 2023 2nd International salon GEORGIA PHOTO FAIR
- 2023 2nd International salon UKRAINE PHOTO FAIR
- 2024 Lisbon, Portugal NFC Summit “Unveiling Freedom“, contemporary and NFT ART

## Нагороди:
- 2023 Georgia and Ukraine 2nd International circuit PHOTO FAIR
- 2023 7th edition of MONOVISIONS PHOTOGRAPHY AWARDS - series "Born Again"
- 2023 Tokyo (Japan) Honorable Mention in the International Foto Awards
- 2023 Honorable Mention (Nude, Professional) in MONOCHROME AWARDS - series "Emancipation of Light"